# Réseau de capteurs sans fil
 (mars 2008).
Si vous disposez d'ouvrages ou d'articles de référence ou si vous connaissez des sites web de qualité traitant du thème abordé ici, merci de compléter l'article en donnant les références utiles à sa vérifiabilité et en les liant à la section « Notes et références ».

Schéma de principe

Un réseau de capteurs sans fil est un réseau ad hoc d'un grand nombre de nœuds, qui sont des micro-capteurs capables de recueillir et de transmettre des données d'une manière autonome. La position de ces nœuds n'est pas obligatoirement prédéterminée. Ils peuvent être aléatoirement répartis dans une zone géographique, intitulée « champ de captage » correspondant au terrain concerné pour le phénomène capté.
En plus d'applications civiles, il existe des applications militaires aux réseaux de capteurs (détection d'intrusions, localisation de combattants, véhicules, armes, etc. sur un champ de bataille, sous l'eau, dans l'espace, au sol…).

## Principe de fonctionnement
Les données captées par les nœuds sont acheminées grâce à un routage multi-saut à un nœud, considéré être un « point de collecte », appelé nœud-puits (ou sink). Ce dernier peut être connecté à l'utilisateur du réseau (via Internet, un satellite ou un autre système). L'usager peut adresser des requêtes aux autres nœuds du réseau, précisant le type de données requises et récolter les données environnementales captées par le biais du nœud puits.
Les progrès conjoints de la micro-électronique, microtechnique, des technologies de transmission sans fil et des applications logicielles ont permis de produire à coût raisonnable des micro-capteurs de quelques millimètres cubes de volume, susceptibles de fonctionner en réseaux. Ils intègrent : 
- une unité de captage chargée de capter des grandeurs physiques (chaleur, humidité, vibrations, rayonnement…) et de les transformer en grandeurs numériques,
- une unité de traitement informatique et de stockage de données et un module de transmission sans fil (wireless).

Ces micro-capteurs sont donc de véritables systèmes embarqués. Le déploiement de plusieurs d'entre eux, en vue de collecter et transmettre des données environnementales vers un ou plusieurs points de collecte, d'une manière autonome, forme un réseau de capteurs sans fil (Wireless Sensor Network ou WSN pour les anglosaxons).

## Historique
Jusque dans les années 1990, hormis pour quelques balises radio, pour acheminer les données d'un capteur au contrôleur central il fallait un câblage coûteux et encombrant.
De nouveaux réseaux de capteurs sont apparus dans les années 1990, notamment dans les domaines  de l'environnement et de l'industrie, permis par les récents progrès du domaine des techniques sans-fil (wireless). Aujourd’hui, grâce aux récents progrès des techniques sans-fil, de nouveaux produits exploitant des réseaux de capteurs sans-fil sont employés pour récupérer ces données environnementales.

## Enjeux
Pour le magazine Technology Review du MIT, le réseau de capteurs sans fil est l'une des dix nouvelles technologies qui bouleverseront le monde et notre manière de vivre et de travailler. Il répond à l'émergence ces dernières  décennies, de l'offre et d'un besoin accru d'observation diffuse et automatique et de contrôle de phénomènes physiques et biologiques complexes, dans différents domaines :
- industriels, techniques et scientifique (monitoring de la température, la pression, l'hygrométrie, la luminosité, contrôle qualité d'une chaine de fabrication, etc.),
- écologie et environnement (surveillance des ultraviolets, de la radioactivité, de polluants tels que les HAP, les métaux lourds, ou de l'ozone ou du NO2 , du risque sismique ou d’explosion d’un volcan[2], ou encore le suivi étendu d’émissions de CO2 et d'autres gaz à effet de serre),
- e-santé (suivi de malades, capteurs sur le corps humain[3], veille éco-épidémiologique et épidémiologique, intelligence artificielle en santé
- transports : contrôle du trafic routier , urbain, ferroviaire[4], portuaire, etc., prévention des accidents, optimisations diverses,
- l'automatisation des bâtiments domotique,
- Gestion d’hôpitaux, etc.
- sécurité (ex : détection et surveillance d'incendies de forêts, d'avalanches, d'ouragans, de risque de défaillance d'équipement de grande envergure (ex barrage, réseau de digue, réseau routier en cas de tremblement de terre, etc.).,
- usages militaire : l’exemple parfois cité de « poussière intelligente » pouvant protéger des terrains militaires ou la périphérie de navire de guerre semble encore relever de la science-fiction mais  l’« intelligence ambiante » et l’« Internet des objets » sont concrètement développés dans de nombreux domaines.
- etc.

Ces réseaux peuvent être évolutifs et dans une certaine mesure faire preuve de capacités de résilience (« auto-guérison ») et d'auto-organisation, grâce à la capacités des capteurs ou des nœuds du réseau à « coopérer entre eux » et éventuellement à capter(et conserver) de l’énergie dans leur environnement à partir du vent, du soleil, de l’hydrodynamique, via des micro-générateurs, à base de systèmes piézoélectriques,,, ou autres,,.
L'enjeu est aussi économique, puisque selon un rapport Wireless Sensor Networks 2012-2022  publié par IDTechEx (société de veille industrielle) le marché des réseaux de capteurs sans fil pesait déjà environ 450 millions de dollars en 2012, ce rapport prévoyant qu'il atteigne 2 milliards de dollars avant 2022[réf. souhaitée]. Selon un second rapport, si des normes (y compris éthiques) et des technologies associées adaptées (WirelessHART, ZigBee, standard ISA 11.11a...) apparaissent pour surmonter certains obstacles à leur déploiement, ce marché pourrait être encore plus important.

## Applications
La diminution de taille et de coût des micro-capteurs, l'élargissement de la gamme des types de capteurs disponibles (thermique, optique, vibrations…) et l'évolution des supports de communication sans fil, ont élargi le champ d'application des réseaux de capteurs. Ils s'insèrent notamment dans d'autres systèmes tels que le contrôle et l'automatisation des chaînes de montage. Ils permettent de collecter et de traiter des informations complexes provenant de l'environnement (météorologie, étude des courants, de l'acidification des océans, de la dispersion de polluants, de propagules, etc.
Certains prospectivistes pensent que les réseaux de capteurs pourraient révolutionner la manière même de comprendre et de construire les systèmes physiques complexes, notamment dans les domaines  militaire, environnemental, domestique, sanitaire, de la sécurité, etc.[réf. nécessaire]

### Applications militaires
Comme dans le cas de plusieurs technologies, le domaine militaire a été un moteur initial pour le développement des réseaux de capteurs. Le déploiement rapide, le coût réduit, l'auto-organisation et la tolérance aux pannes des réseaux de capteurs sont des caractéristiques qui font de ce type de réseaux un outil appréciable dans un tel domaine.
Un réseau de capteurs déployé sur un secteur stratégique ou difficile d'accès, permet par exemple d'y surveiller tous les mouvements (amis ou ennemis), ou d'analyser le terrain avant d'y envoyer des troupes (détection d'agents chimiques, biologiques ou de radiations). Des tests concluants auraient déjà été réalisés par l'armée américaine dans le désert de Californie.

### Applications à la sécurité
Les structures d'avions, navires, automobiles, métros, etc pourraient être suivies en temps réel par des réseaux de capteurs, de même que les réseaux de circulation ou de distribution de l'énergie. Les altérations de structure d'un bâtiment, d'une route, d'un quai, d'une voie ferrée, d'un pont ou d'un barrage hydroélectrique (à la suite d'un séisme ou du vieillissement) pourraient être détectées par des capteurs préalablement intégrés dans les murs ou dans le béton, sans alimentation électrique ni connexions filaires. Certains capteurs ne s'activant que périodiquement peuvent fonctionner durant des années, voire des décennies. Un réseau de capteurs de mouvements peut constituer un système d'alarme distribué qui servira à détecter les intrusions sur un large secteur. Déconnecter le système ne serait plus aussi simple, puisqu'il n'existe pas de point critique.La surveillance de routes ou voies ferrées pour prévenir des accidents avec des animaux (roadkill) ou des êtres humains ou entre plusieurs véhicules est une des applications envisagées des réseaux de capteurs.
Selon leurs promoteurs, ces réseaux de capteurs pourraient diminuer certaines failles de systèmes de sécurité et mécanismes de sécurisation, tout en diminuant leur coût. D'autres craignent aussi des dérives sécuritaires ou totalitaires si l'usage de ces réseaux n'est pas assujetti à des garanties éthiques sérieuses.

### Applications environnementales
Un réseau de capteur sans fil a été testé en Espagne  (en laboratoire puis dans une rivière de l'Est de l'Espagne) pour le suivi en continu du taux de nitrates d'un cours d'eau. Il est associé à un système expert. Un triple capteur redondant modulaire permet pour chaque capteur d'améliorer la fiabilité du système, sans grands changements de coûts ou de consommation d'énergie. Ce type de réseau pourrait à l'avenir détecter, quantifier, dater, cartographier les pollutions azotées de l'eau et d'identifier leur source géographique, par exemple dans le cadre de l'application de la directive Nitrate, notamment en zone vulnérable.
Capteurs sans fil et miniaturisés (physico/chimiques) : 
- Des thermo-capteurs peuvent être dispersés à partir d'avions, ballons, navires et signaler d'éventuels problèmes environnementaux dans le champ de captage (incendie, pollution, épidémies, aléa météorologique…) permettant d'améliorer la connaissance de l'environnement (de l'eau en particulier[19]) et l'efficacité des moyens de lutte.
- Des capteurs pourraient être semés avec les graines par les agriculteurs afin de détecter le stress hydrique des plantes ou le taux de nutriment de l'eau du sol, pour optimiser les apports d'eau et de nutriments ou le drainage et l'irrigation.
- Sur les sites industriels, les centrales nucléaires ou dans les pétroliers, des capteurs peuvent être déployés en réseau pour détecter des fuites de produits toxiques (gaz, produits chimiques, éléments radioactifs, pétrole, etc.) et alerter les utilisateurs et secours plus rapidement, pour permettre une intervention efficace.
- Une grande quantité de micro-capteurs pourrait être déployée en forêt ou dans certaines aires protégées pour recueillir des informations sur l'état des habitats naturels et sur les comportements de la faune, de la flore et de la fonge (déplacements, activité, état de santé..). L'université de Pise (Italie) a ainsi réalisé des réseaux de capteurs pour le contrôle de parcs naturels (feux, animaux…). Des capteurs avalés par les animaux ou placés sous leur peau sont déjà parfois utilisés). Il devient ainsi possible "d'observer la biodiversité", sans déranger, des espèces animales vulnérables au dérangement ou difficiles à étudier dans leur environnement naturel, et de proposer des solutions plus efficaces pour la conservation de la faune.

Les éventuelles conséquences de la dispersion en masse des micro-capteurs dans l'environnement ont soulevé plusieurs inquiétudes. En effet, ceux-ci sont généralement dotés d'une micro-batterie contenant des métaux nocifs. Le déploiement d'un million de capteurs de 1 millimètre cube chacun ne représente qu'un volume total d'un litre, avec des répercussions environnementales variables selon les matériaux employés.

### Applications médicales et vétérinaire
La surveillance des fonctions vitales d'un organisme vivant pourrait à l'avenir être facilitée par des micro-capteurs avalés ou implantés sous la peau. Des gélules multi-capteurs ou des micro-caméras pouvant être avalées existent déjà, pouvant sans recours à la chirurgie, transmettre des images de l'intérieur d'un corps humain (avec une autonomie de 24 heures).Une récente étude présente des capteurs fonctionnant dans le corps humain, qui pourraient traiter certaines maladies. Un projet est de créer une rétine artificielle composée de 100 micro-capteurs pour corriger la vue. D'autres ambitieuses applications biomédicales sont aussi présentées, tel que : la surveillance de la glycémie, la surveillance des organes vitaux ou la détection précoce de cancers. Des réseaux de capteurs permettraient théoriquement une surveillance permanente des patients et une possibilité de collecter des informations physiologiques de meilleure qualité, facilitant ainsi le diagnostic de quelques maladies.
Les réseaux de capteurs sans fils sont également appliqués dans les domaines de l'agriculture pour, par exemple, suivre la progression de la tige d'une plante.

### Applications commerciales
Des nœuds capteurs pourraient améliorer le processus de stockage et de livraison (pour garantir la chaîne du froid en particulier). Le réseau ainsi formé, pourra être utilisé pour connaître la position, l'état et la direction d'un paquet ou d'une cargaison. Un client attendant un paquet peut alors avoir un avis de livraison en temps réel et connaître la position du paquet. Des entreprises manufacturières, via des réseaux de capteurs pourraient suivre le procédé de production à partir des matières premières jusqu'au produit final livré. Grâce aux réseaux de capteurs, les entreprises pourraient offrir une meilleure qualité de service tout en réduisant leurs coûts. Les produits en fin de vie pourraient être mieux démontés et recyclés ou réutilisés si les micro-capteurs en garantissent le bon état. Dans les immeubles, le système domotique de chauffage et climatisation, d'éclairage ou de distribution d'eau pourrait optimiser son efficience grâce à des micro-capteurs présents dans des tuiles aux plancher en passant par les murs, huisseries et meubles. Les systèmes ne fonctionneraient que là où il faut, quand il faut et à la juste mesure. Utilisée à grande échelle, une telle application permettrait de réduire la demande mondiale en énergie et indirectement les émissions de gaz à effet de serre. Rien qu'aux États-Unis, cette économie est estimée à 55 milliards de dollars par an, avec une diminution de 35 millions de tonnes des émissions de carbone dans l'air.
Le monde économique pourrait ainsi diminuer ses impacts environnementaux sur le climat.

## Plates-formes
Parmi les standards les plus aptes à être exploités dans les réseaux de capteurs sans-fil se retrouvent la double pile protocolaire Bluetooth / ZigBee. 
- Le Bluetooth, dont Ericsson a lancé le projet en 1994, a été standardisé sous la norme IEEE 802.15.1 et a comme but la création et le maintien de réseaux à portée personnelle, PAN (Personal Area Network). Un tel réseau est utilisé pour le transfert de données à bas débit à faible distance entre appareils compatibles. Malheureusement, le grand défaut de cette technique est sa trop grande consommation d'énergie et ne peut donc pas être utilisée par des capteurs qui sont alimentés par une batterie et qui idéalement devraient fonctionner durant plusieurs années.
- Le ZigBee combiné avec IEEE 802.15.4 offre des caractéristiques répondant encore mieux aux besoins des réseaux de capteurs en termes d’économies d’énergie. ZigBee offre des débits de données moindres, mais il consomme également nettement moins que Bluetooth. Un faible débit de données n'est pas un handicap pour un réseau de capteurs où les fréquences de transmission sont faibles.

Les constructeurs tendent à employer des « techniques propriétaires » ayant l'avantage d'être spécifiquement optimisées pour une utilisation précise, mais avec l'inconvénient de ne pas être compatibles entre elles.

### Matérielles
De nouvelles techniques influenceront l'avenir des réseaux de capteurs. par exemple, UWB (Ultra wideband) est une technique de transmission permettant des consommations extrêmement basses grâce à sa simplicité matérielle. De plus, l'atténuation du signal engendré par des obstacles est moindre qu'avec les systèmes radio à bande étroite conventionnels.

### Logiciels
Le domaine des capteurs sans fil semble promis à un grand essor. De nombreux nouveaux produits logiciels sont attendus, y compris dans le domaine de l'open source avec par exemple TinyOS développé à l'Université de Berkeley ; un système d'exploitation "open source" conçu pour les capteurs embarqués sans-fil qui est déjà utilisé (en 2009) par plus de 500 universités et centres de recherche dans le monde. La réalisation de programmes sur cette plateforme s'effectue exclusivement en NesC (dialecte du C). Cet OS a notamment pour particularité une taille extrêmement réduite en termes de mémoire (quelques kilooctets).

## Architecture d'un nœud-capteur
Un « nœud capteur » contient quatre unités de base : l'unité de captage, l'unité de traitement, l'unité de transmission, et l'unité de contrôle d'énergie. Selon le domaine d'application, il peut aussi contenir des modules supplémentaires tels qu'un système de localisation (GPS), ou bien un système générateur d'énergie (cellule solaire). Quelques micro-capteurs, plus volumineux, sont dotés d'un système mobilisateur chargé de les déplacer en cas de nécessité.

### L'unité de captage
Le capteur est généralement composé de deux sous-unités : le récepteur (reconnaissant l'analyte) et le transducteur (convertissant le signal du récepteur en signal électrique). Le capteur fournit des signaux analogiques, basés sur le phénomène observé, au convertisseur Analogique/Numérique. Ce dernier transforme ces signaux en un signal numérique compréhensible par l'unité de traitement.

### L'unité de traitement
Elle comprend un processeur généralement associé à une petite unité de stockage. Elle fonctionne à l'aide d'un système d'exploitation spécialement conçu pour les micro-capteurs (TinyOS par exemple). Elle exécute les protocoles de communications qui permettent de faire « collaborer » le nœud avec les autres nœuds du réseau. Elle peut aussi analyser les données captées pour alléger la tâche du nœud puits.

### L'unité de transmission
Elle effectue toutes les émissions et réceptions des données sur un médium « sans-fil ». Elle peut être de type optique (comme dans les nœuds Smart Dust), ou de type radio-fréquence.
- Les communications de type optique sont robustes vis-à-vis des interférences électriques. Néanmoins, ne pouvant pas établir de liaisons à travers des obstacles, elles présentent l'inconvénient d'exiger une ligne de vue permanente entre les entités communicantes.
- Les unités de transmission de type radio-fréquence comprennent des circuits de modulation, démodulation, filtrage et multiplexage ; ceci implique une augmentation de la complexité et du coût de production du micro-capteur.

Concevoir des unités de transmission de type radio-fréquence avec une faible consommation d'énergie est un défi car pour qu'un nœud ait une portée de communication suffisamment grande, il est nécessaire d'utiliser un signal assez puissant et donc une énergie consommée importante. L'alternative consistant à utiliser de longues antennes n'est pas possible à cause de la taille réduite des micro-capteurs.

### L'unité de contrôle d'énergie
Un micro-capteur est muni d'une ressource énergétique (généralement une batterie). Étant donné sa petite taille, cette ressource énergétique est limitée et généralement non-remplaçable. ceci fait souvent de l'énergie la ressource la plus précieuse d'un réseau de capteurs, car elle influe directement sur la durée de vie des micro-capteurs et donc du réseau entier.
L'unité de contrôle d'énergie constitue donc une partie essentielle du système. Elle doit répartir l'énergie disponible aux autres modules, de manière optimale (par exemple en réduisant les dépenses inutiles et en mettant en veille les composants inactifs). Cette unité peut aussi gérer des systèmes de rechargement d'énergie à partir de l'environnement via des cellules photovoltaïque par exemple.

## Architectures réseau de capteurs
Il existe plusieurs topologies pour les réseaux à communication radio. Nous discutons ci-dessous des topologies applicables aux réseaux de capteurs.

### La topologie en étoile
Dans cette topologie une station de base envoie ou reçoit un message via un certain nombre de nœuds. Ces nœuds peuvent seulement envoyer ou  recevoir un message de l’unique station de base, il ne leur est pas permis de s’échanger des messages.
Les réseaux en étoiles sont utilisés pour connecter des capteurs isolés capables de transmettre une information dès la mesure du phénomène, ce qui représente la majorité des applications d’avertissement tel que les alarmes (ex: capteur de courant Intens’O LoRaWAN, détecteur de fumée Smokeo). Ils ont l’avantage de simplifier les équipements aux niveaux des nœuds et de nécessiter peu d’infrastructure.
Avantage : simplicité et faible consommation d’énergie des nœuds, moindre latence de communication entre les nœuds et la station de base.
Inconvénient : la station de base est vulnérable, car tout le réseau est géré par un seul nœud.

### La topologie point par point
Dans ce cas (dit « communication multi-sauts »), tout nœud peut échanger avec n'importe quel autre nœud du réseau (s'il est à portée de transmission). Un nœud voulant transmettre un message à un autre nœud hors de sa portée de transmission, peut utiliser un nœud intermédiaire pour envoyer son message au nœud destinataire.
Avantage : Possibilité de passer à l’échelle du réseau, avec redondance et tolérance aux fautes.
Inconvénient : une consommation d’énergie plus importante est induite par la communication multi-sauts. Une latence est créée par le passage des messages des nœuds par plusieurs autres avant d’arriver à la station de base.

### La topologie maillée
Les réseaux maillés  sont employés dans les réseaux de capteurs plus denses. Ils consistent à interconnecter tous les nœuds ensemble selon le degré d’interconnexion voulu. Ils sont très utilisés dans la domotique ou l’industrie pour la communication entre équipements (M2M) car ils sont très peu sujets aux pannes et extensibles [61]. Ils sont plus complexes à mettre en place, notamment dû au nombre de liaisons nécessaires : pour N terminaux il faut N*(N-1)/2 liaisons.

### L'architecture de groupe
L’architecture de groupe consiste à hiérarchiser les équipements du réseau : à chaque groupe de nœuds (cluster) on associe un nœud chef (cluster-head). À l’intérieur d’un groupe, les nœuds membres (M sur le schéma) n’ont que la capacité de communiquer avec un nœud chef (CH). Seul le nœud chef peut communiquer avec la station de base (dans un routage d’étoile à étoile) ou avec d’autres nœuds chefs (routage inter-cluster). Dans cette configuration, la panne d’un objet de niveau supérieur entraine celle des objets situé en dessous.

### La topologie hybride
Une topologie hybride entre celle en étoile et en grille fournit des communications réseau robustes et diverses, en assurant la minimisation de la consommation d’énergie dans les réseaux de capteurs. Dans ce type de topologie, les nœuds capteurs autonomes en énergie ne routent pas les messages, mais il y a d’autres nœuds qui ont la possibilité de faire le routage des messages. En général, ces nœuds disposent d'une source d'énergie externe.

## Optimisation énergétique
L’optimisation de la consommation énergétique est le fait de nombreux travaux de recherches, elle dépend à la fois de l’électronique, du moyen de transport des données et de l’organisation du réseau. On peut les classer en cinq catégories :
- L’optimisation de la communication radio
- Le fonctionnement par cycle d’activité
- La réduction des données
- Le routage efficace de l’information
- Le réapprovisionnement de la batterie

L’optimisation de la communication radio concerne un large panel de méthodes qui permettent de réduire la consommation des nœuds tout en gardant une bonne connectivité. Parmi elles, on peut citer :
- Le contrôle de la puissance de transmission : les protocoles de communication existant intègrent généralement une fonction d’adaptation de la puissance,
- La communication coopérative qui se base sur le principe de surécoute pour augmenter la portée et améliorer la qualité du signal,
- L’utilisation d’antennes directionnelles qui ont la particularité d’émettre dans une ou quelques directions à la fois,
- La radio cognitive qui adapte dynamiquement ses paramètres comme la fréquence porteuse, la puissance de transmission, la modulation ou la bande passante.

Le fonctionnement par cycle d’activité consiste à faire fonctionner le nœud selon différents modes au cours de sa durée de fonctionnement. On va chercher notamment à remplacer le mode inactif par le mode sommeil durant les périodes où le nœud ne communique pas. Dans un fonctionnement par cycle d’activité idéal, le nœud reste en mode sommeil la majeure partie du temps et se réveille uniquement au moment de la transmission/réception de données.
La réduction des données a pour objectif de réduire la quantité de donnée transmise à la station de base afin de diminuer l’énergie nécessaire à la transmission et à la réception des messages. Elle peut consister en :
- L’agrégation des données qui consiste à relayer les données de plusieurs nœuds à la fois,
- La compression des données qui consiste à les encoder de manière à réduire leur taille,
- La prédiction des données, basée sur un modèle du phénomène physique capturé, qui consiste à éviter les transmissions redondantes.

Le routage efficace de l’information est crucial pour l’optimisation énergétique du réseau de capteur sans fil (RCSF) : un choix de routage approprié permet de limiter les risques de collision de données et le coût énergétique de chaque transmission. Parmi ces stratégies, on distingue les RCSF non-hiérarchisés, où chaque nœud exécute la même tâche, des RCSF hiérarchisés où chaque nœud se voit attribuer un rôle qui va déterminer l’architecture du réseau.